# Вудлейк (Каліфорнія)
Вудлейк (англ. Woodlake) — місто (англ. city) в США, в окрузі Туларе штату Каліфорнія. Населення — 7419 осіб (2020).

## Географія
Вудлейк розташований за координатами 36°24′46″ пн. ш. 119°5′58″ зх. д. / 36.41278° пн. ш. 119.09944° зх. д. (36.412825, -119.099530).  За даними Бюро перепису населення США в 2010 році місто мало площу 7,16 км², з яких 5,82 км² — суходіл та 1,34 км² — водойми.

## Демографія
Згідно з переписом 2010 року, у місті мешкало 7279 осіб у 1966 домогосподарствах у складі 1633 родин. Густота населення становила 1017 осіб/км².  Було 2067 помешкань (289/км²).
Расовий склад населення:
| - 50,7 % — білих - 1,5 % — корінних американців - 0,7 % — азіатів - 0,5 % — чорних або афроамериканців - 0,1 % — вихідців з тихоокеанських островів - 42,2 % — осіб інших рас |

До двох чи більше рас належало 4,3 %. Частка іспаномовних становила 87,7 % від усіх жителів.
За віковим діапазоном населення розподілялося таким чином: 36,1 % — особи молодші 18 років, 56,6 % — особи у віці 18—64 років, 7,3 % — особи у віці 65 років та старші. Медіана віку мешканця становила 26,4 року. На 100 осіб жіночої статі у місті припадало 102,3 чоловіків;  на 100 жінок у віці від 18 років та старших — 98,6 чоловіків також старших 18 років.
Середній дохід на одне домашнє господарство  становив 43 238 доларів США (медіана — 32 266), а середній дохід на одну сім'ю — 44 718 доларів (медіана — 35 769). Медіана доходів становила 30 549 доларів для чоловіків та 22 335 доларів для жінок. За межею бідності перебувало 29,9 % осіб, у тому числі 40,0 % дітей у віці до 18 років та 13,0 % осіб у віці 65 років та старших.
Цивільне працевлаштоване населення становило 2761 осіб. Основні галузі зайнятості: сільське господарство, лісництво, риболовля — 22,5 %, освіта, охорона здоров'я та соціальна допомога — 20,1 %, роздрібна торгівля — 14,1 %, науковці, спеціалісти, менеджери — 8,5 %.